# Zoolander 2.
A Zoolander 2. 2016-ban bemutatott amerikai filmvígjáték, amelynek rendezője Ben Stiller, forgatókönyvírói John Hamburg, Justin Theroux, Stiller és Nicholas Stoller. A film 2001-es Zoolander, a trendkívüli című film folytatása. A főszerepet Stiller, Owen Wilson, Penélope Cruz és Kristen Wiig alakítják, de számos karaklter felbukkan az előző epizódból, és több híresség is felbukkan cameo-szerepben. Az Amerikai Egyesült Államokban 2016. február 12-én mutatták be, Magyarországon egy hónappal később szinkronizálva, március 17-én a UIP-Dunafilm forgalmazásában.
A film, első részével ellentétben, túlnyomórészt negatív kritikákat kapott.

## Rövid történet
A két főszereplő ismét modellkedésbe kezd Rómában, ahol egy összeesküvés célpontjává válnak.

## Cselekmény
Valentina Valencia, a Divat Interpol egyik nyomozója észreveszi, hogy a legutóbbi időben gyanús körülmények között meghalt hírességek valamennyien Derek Zoolander híres arckifejezését, a "Kék Acélt" utánzó arcokat vágnak az utolsó képeiken, amiket megosztottak a közösségi médiában. Visszaemlékezésekben láthatjuk, hogy a Derek Zoolander Központja Gyerekeknek, Akik Nem Tudnak Olvasni Jól És Más Dolgokat Is Meg Akarnak Tanulni nem sokkal az átadás után összedőlt, mert arra alkalmatlan anyagokból építették. A katasztrófában meghalt Zoolander felesége, Matilda, barátja, Hansel arca pedig úgy megsérült, hogy a modellkarrierje véget ért. Miután egyedül nevelt fiát, Derek Jr.-t elveszi tőle a gyámügy (azért, mert még tésztát sem tud neki főzni), bejelenti, hogy visszavonul a modellkedéstől és önként vállalt remeteségbe vonul.
Zoolander 2016-ban New Jersey legészakabbi vidékén él a hegyekben, ahol meglátogatja Billy Zane. Meghívót hoz neki Alexanya Atoztól, az Atoz Divatház vezetőjétől, egy római bemutatóra. Nem akar részt venni ebben, de Billy Zane meggyőzi, hogy a gyámhatóság számára bizonyítani tudná, hogy alkalmas az apaságra, és visszanyerheti a felügyeletet a fia felett. Ugyanebben az időben "Malibu feltérképezetlen területein" (ami sivatagként van ábrázolva) Hansel egy tíztagú orgiával él együtt, amelyben vannak nők, férfiak, egy 150 éves, kislánynak kinéző manó és egy kecske is, egyikük pedig Kiefer Sutherland. Érdekes módon mindannyian teherbe estek Hanseltől, de ő elmenekül otthonról, mert éretlennek tartja magát az apasághoz. Billy Zane hozzá is megérkezik, és meghozza neki is a meghívót.
Rómában Zoolander és Hansel találkoznak, és megdöbbennek, hogy az eltelt időben a folyton változó divatvilág önmagához képest is mennyire megváltozott: olyan furcsa alakok a divatdiktátorok, mint a szlengben beszélő és egy toxikus szeméttelepen divatbemutatót tartó Don Atari, és olyan csúcsmodellek uralják a szakmát, mint a nembináris Minden. A bemutatón "Öreg" és "Béna" feliratú ruhákat adnak rájuk, majd nyakon öntik őket egy óriási vödör aszalt szilvával. Később Alexanya is felkeresi őket és gratulál nekik.
Nem sokkal később megérkezik Valentina, aki a segítségüket kéri a nyomozásukhoz. Cserébe megtudja, hogy Derek Jr. egy helyi árvaházban él. Zoolandert megdöbbenti, hogy a fia túlsúlyos, de Matilda szelleme és Hansel meggyőzik, hogy fogadja el fiát. Megpróbál vele egy kis időt eltölteni Rómában, ám szörnyen sül el, és a fia otthagyja őt. Ezalatt Hansel kap egy rejtélyes telefont, amiben egy idegen arra kéri, hogy legyen pontban éjfélkor a Szent Péter-bazilikánál. Ő, Zoolander és Valentina odamennek, és felfedezik, hogy az ileltő nem más, mint Sting, aki elmeséli nekik Ádám, Éva és Steve történetét. Steve volt minden modellek őse, akinek a létezését tagadta az egyház, és csak a popsztárok tudnak róla, és ők védelmezik Steve egyenes ági leszármazottait. Az utolsó élő leszármazott nem más, mint Derek Jr., akinek ha a szívét megkaparintják és elfogyasztják, az illető eléri az örök fiatalság állapotát. Visszamennek Derek Jr.-ért az árvaházba, ám azt üresen, az igazgató nélkül találják.
Miután rájönnek, hogy az akció mögött az előző rész eseményei óta börtönben lévő Mugatu és emberei állnak, Zoolanderék elutaznak hozzá. Mugatu rábeszéli az ostoba Zoolandert, hogy segítsen neki kiszabadulni, majd helyet cserél vele és elhagyja a börtönt. Valentina kimenti Zoolandert és visszaúszik vele Rómába - mind kiderül, fürdőruhamodell volt, de nem ért el soha nagy sikereket. Ezalatt Hansel felszökik Mugatu helikopterére, majd végignézi, ahohgy az Atoz Divatházban Mugatu és Alexanya üdvözlik egymást, majd a divatdiktátor végez Don Atarival. Derek Jr.-t egy külön szobában tartják fogva, és fel akarják hizlalni, majd elvégezni rajta a rituálét.
Minderre az IncrediBALL eseményen kerülne sor, ahová Valentina, Zoolander és Hansel a hátsó bejáraton keresztül jutnak be. Odabent Mugatu vezetésével arra készülnek a divat nagy alakjai, hogy megisszák Derek Jr. vérét és megszerzik az örök fiatalság forrását. Mikor megpróbálják megállítani, Mugatu kétkedve hallgatja, hogy hányan hitték el a meséjét - Steve és a Fiatalság Forrása történetét ő találta ki, aminek az volt a célja, hogy összecsődítve a divatikonokat, bosszút álljon rajtuk, amiért hagyták, hogy 10 évig börtönben legyen. Alexanya, aki igazából Katinka (Mugatu embere, szintén az előző részből), álruhában, összeverekszik Valentinával, Mugatu pedig közli Zoolanderrel, hogy a központja tizenöt évvel korábban azért dőlt össze, mert az ő embereinek a keze volt a dologban, ők építették szándékosan rossz anyagból. Egy bombát akar dobni az alattuk épp megnyíló lávatóba, de Zoolander a "Magnum" arckifejezésével megállítja. Ereje azonban túl kevés ehhez, így Hansel segítségét kéri, őt pedig a váratlanul felbukkanó Sting segíti ki, akiről kiderül, hogy ő Hansel apja. Legvégül Derek Jr. is beszáll, saját legendás "El Niño" arckifejezésével. Visszadobják a bombát Mugatura, amely konfettieső közepette felrobban, Mugatuval együtt.
Derek Jr. megbocsát az apjának, Zoolander pedig összejön Valentinával. Matilda szelleme áldását adja rájuk és közli, hogy mivel Mugatu az egész eseményt élőben közvetítette a világon, így újra híresek lettek. Zoolander és Hansel hülye ötlettől vezérelve pancsolni akarnak örömükben a lávatóban, amitől megsérülnek - hat héttel később viszont már újra a kifutón állnak. Zoolander együtt él Valentinával és közös gyerekük is születik, Hansel pedig 10 gyerek apja lesz. Derek Jr. híres modellé válik, aki Malála Júszafzai-val randevúzik. A stáblista alatti jelenetben valamennyien együtt ünnepelnek, és köztük van a robbanást túlélt, jó útra tért Mugatu is.

## Szereplők
| Szerep                   | Színész              | Magyar hang          |
| ------------------------ | -------------------- | -------------------- |
| Ben Stiller              | Derek Zoolander      | Kálloy Molnár Péter  |
| Hansel McDonald          | Owen Wilson          | Crespo Rodrigo       |
| Jacobim Mugatu           | Will Ferrell         | Kerekes József       |
| Valentina Valencia       | Penélope Cruz        | Pikali Gerda         |
| Alexanya Atoz            | Kristen Wiig         | Pokorny Lia          |
| VIP                      | Fred Armisen         | Kossuth Gábor        |
| Don Atari                | Kyle Mooney          | Varju Kálmán         |
| Katinka Ingabogovinanana | Milla Jovovich       | Bognár Anna          |
| Matilda                  | Christine Taylor     | Mezei Kitty          |
| Gonosz DJ                | Justin Theroux       | Pál András           |
| Todd                     | Nathan Lee Graham    | Maday Gábor          |
| Derek Zoolander Jr.      | Cyrus Arnold         | Nagy Gereben         |
| önmaga                   | Billy Zane           | Szabó Sipos Barnabás |
| Filippo ügynök           | Jon Daly             | Anger Zsolt          |
| önmaga                   | Sting                | László Zsolt         |
| Minden                   | Benedict Cumberbatch | Bercsényi Péter      |

Cameoszerepek
| Szerep                 | Színész             | Magyar hang    |
| ---------------------- | ------------------- | -------------- |
| önmaga                 | Katy Perry          | Wégner Judit   |
| önmaga                 | Neil deGrasse Tyson | Tóth Zoltán    |
| önmaga                 | Tommy Hilfiger      | Harmath Imre   |
| önmaga                 | Naomi Campbell      | Törtei Tünde   |
| önmaga                 | Justin Bieber       | Czető Roland   |
| Natalka                | Jourdan Dunn        |                |
| önmaga                 | Ariana Grande       |                |
| Csábító                | Christina Hendricks | Mohácsi Nóra   |
| Chazz Spencer          | John Malkovich      | Epres Attila   |
| önmaga                 | Kiefer Sutherland   | Kőszegi Ákos   |
| "Old and Lame" Show DJ | Skrillex            |                |
| önmaga                 | Susan Boyle         | Zsurzs Kati    |
| önmaga                 | ASAP Rocky          |                |
| önmaga                 | MC Hammer           | Galambos Péter |
| önmaga                 | Anna Wintour        | Borbás Gabi    |
| Adam                   | Alexander Skarsgård |                |
| önmaga                 | Kate Moss           |                |
| önmaga                 | Susan Sarandon      | Andresz Kati   |

## Fogadtatás és bevételek
A film általánosságban negatív véleményeket kapott a kritikusoktól. A Metacritic oldalán a film értékelése 34% a 100-ból, amely 42 véleményen alapul. A Rotten Tomatoeson a Zoolander 2 23%-os minősítést kapott, 197 értékelés alapján. A film bevételi szempontból is rosszul teljesített, ugyanis világszerte 56 millió dolláros bevételt tudod termelni, ami alig haladta meg az 50 millió dolláros költségvetését.